# 学校法人夙川学院
夙川学院（しゅくがわがくいん）は、兵庫県神戸市長田区に本部を置く、短期大学、幼稚園、認定こども園を運営する学校法人である。2018年度まで高等学校・中学校、2014年度まで大学をそれぞれ運営した。
キリスト教精神をベースとした教育を行っている。

## 沿革
- 1880年 増谷かめが、兵庫県武庫郡御影町（現・神戸市東灘区）で増谷裁縫塾を始める。
- 1901年 学校として設立が認可され、増谷裁縫塾が増谷裁縫女学校となる。
- 1927年 増谷裁縫女学校を増谷高等家政女学校と改称する。
- 1936年 増谷高等家政女学校を5年制の増谷高等女学校に改組する。
- 1948年 兵庫県西宮市神園キャンパス（2018年現在、附属幼稚園がある場所及びその付近）に増谷高等女学校を移転し、新制の夙川学院高等学校および夙川学院中学校に改組する。
- 1951年 学校法人夙川学院となる。（私立学校法の施行に伴うもの。従来は財団法人）
- 1965年 西宮市こしき岩キャンパスに夙川学院短期大学を開設する。
- 1967年 神園キャンパスに夙川学院短期大学附属幼稚園を開設する。
- 2007年 神戸市中央区のポートアイランドに、神戸夙川学院大学を開設する。
- 2013年 神戸夙川学院短期大学を神戸ポートアイランドキャンパスへ移転する。
- 2014年 神戸夙川学院大学の2015年度以降の学生募集を停止する。
- 2015年4月 神戸夙川学院大学の学生・教員・教育資源を、神戸山手大学へ継承する。

神戸夙川学院大学は観光文化学部観光文化学科のみで、神戸山手大学現代社会学部が2015年4月に新規開設した観光文化学科へ継承した。
- 2015年8月 神戸夙川学院大学を廃止する。
- 2016年4月 夙川学院中学校・高等学校を神戸ポートアイランドキャンパスに移転する。
- 2016年 学校法人を神園キャンパスから神戸ポートアイランドキャンパスへ移転する。
- 2017年10月 学校法人須磨学園と業務提携[1]する。
- 2018年7月 短期大学、中学校、高等学校それぞれの敷地を学校法人神戸学院へ売却[4]する。
- 2019年4月 夙川学院中学校・高等学校が須磨学園傘下となり、学校法人夙川学院より離れる。夙川学院短期大学は校地を移転して「神戸教育短期大学」に改称する。大阪府八尾市に認定こども園を開設する。

## 学校
- 神戸教育短期大学（旧・夙川学院短期大学）（兵庫県神戸市長田区） 1965年開設
- 夙川学院短期大学付属幼稚園（兵庫県西宮市） 1967年開設[5][6]
- 神戸教育短期大学附属八尾ソレイユ認定こども園（大阪府八尾市） 2019年開設[7][8]

### かつて存在した学校
- 神戸夙川学院大学（兵庫県神戸市中央区） 2007年 - 2015年
- 夙川学院中学校・高等学校（兵庫県神戸市中央区） 1880年 - 2019年（1880年は前身の裁縫塾の開設年。2019年は夙川学院から須磨学園に移管した年）

## 報道その他

### 須磨学園との提携から、中高分離・短大移転改称へ
夙川学院は資産運用に失敗した後に、経営陣の刷新や不動産の売却などで立て直しを進めていたが、2017年10月27日に学校法人須磨学園と業務提携して経営再建の目途が立ち須磨学園のノウハウを生かして個人を伸ばす教育を行うとして、須磨学園理事長の西泰子と須磨学園学園長の西和彦が夙川学院副理事長に就任し、須磨学園中学校・高等学校の教頭が夙川学院中学校・高等学校の校長に就任するなど人事を交流した。この提携は中学校・高等学校の生徒確保と人材交流の推進がねらいと見られていた。2019年4月から夙川学院中学校・高等学校が学校法人須磨学園の傘下となる、と2018年7月に報じられた。2018年12月末に西泰子と西和彦は、理事・評議員を辞任した。
2019年度から中学校・高等学校は須磨学園に譲渡され神戸学院大学附属中学校・高等学校の旧校地に移転、学校法人夙川学院は短期大学、幼稚園、2019年度に開設した認定こども園を運営する。ポートアイランドにある短期大学、中学校、高等学校それぞれの敷地は学校法人神戸学院に売却されて神戸学院大学に転用され、短期大学は神戸学院大学の旧法科大学院施設に移転し、名称も「神戸教育短期大学」に改称した。

### 社会関与
2008年に神戸夙川学院大学の学生グループが、阪神・淡路大震災で被災したカップルのために結婚式を企画し、公募で選ばれた者が12月に神戸空港で挙式した。
2012年9月に神戸夙川学院大学の学生グループが、兵庫県香美町小代区の旧美方町立小南小学校熱田分校舎跡から昭和30年代の学習雑誌、絵本、1943年刊「ゴビ沙漠探検行」など約500点を見付けた。
2014年4月に、文部科学省委託「成長分野等における中核的専門人材養成の戦略的推進事業」観光分野「地域活性化のための着地型観光プレーヤー人材育成事業」報告会と一般社団法人日本インバウンド教育協会設立記念を兼ね、「インバウンド観光シンポジウム」を神戸夙川学院大学で開催した。

### 不祥事とその対応
2011年3月に、傘下とする高等学校の同窓会名義の定期預金約1億6千万円を無断で流用して教職員の給与や運転資金に充てていた問題が報道された。本問題で、当時の理事長は流用を判断していた事務長を退職させて監督不行き届きを謝罪したのちに行方不明となる。10年間の財務改善計画に返済計画を組み込んで返金することで同窓会の理解を得て、2011年6月に学院と債務履行契約を締結した。
短期大学教職員に退職金など約7億円を支払わず労働基準法に違反した理由で、2011年6月30日に西宮労働基準監督署から是正勧告を受けた。学院は「対応できない」として是正期限の2011年8月31日までに支払いを完了せず、9月に当時の理事長が引責辞任し、元大蔵省職員前田總明が後任して、2011年11月末までに学院の所有するグラウンドの一部を売却して支払った。
2013年4月に短期大学を西宮市から神戸ポートアイランドキャンパスへ移転し、大学は2015年に廃止し、2016年に中学校と高等学校を神戸へ移転した。
2016年に中学校と高等学校のキャンパス跡地（西宮市）を売却して過去の債務をすべて解消し、高等学校同窓会の弁済残額を一括で返済し、経費削減など経営を見直して単年度収支の黒字化を目指している。
2019年に法人所在地を神戸市長田区へ移した。
2019年度から2023年度まで5年連続で収支黒字を継続している。